# Dale Spender
Dale Spender (Newcastle, 22 settembre 1943 – Brisbane, 21 novembre 2023) è stata una scrittrice e anglista australiana.

## Biografia

### Formazione e carriera accademica
Nacque a Newcastle, Nuovo Galles del Sud, nipote della scrittrice di romanzi gialli Jean Spender (1901-70). Aveva una sorella più giovane, Lynne, e un fratello molto più piccolo, Graeme. Frequentò la Burwood Girls High School, a Sydney, e fu eletta Miss Kodak. Nei primi anni sessanta conseguì il Master of Arts (laurea in discipline umanistiche) e insegnò presso la Meadowbank Boys High School nella periferia nord-occidentale di Sydney. Nella seconda metà degli anni sessanta insegnò letteratura inglese preso la Dapto High School. Iniziò la carriera accademica come lettrice alla Università James Cook nel 1974, prima di trasferirsi a Londra e pubblicare il libro Man Made Language nel 1980.

### Carriera letteraria
Il libro Man Made Language (1980) si basa sulla ricerca per la tesi di dottorato di Spender. L'assunto è che, nelle società patriarcali, gli uomini controllano il linguaggio ed esso li favorisce: "Il linguaggio rinforza i limiti della nostra realtà. Rappresenta le nostre intenzioni nell'ordinamento, nella classificazione e nella manipolazione del mondo" (1980: 3). Laddove gli uomini percepiscono Se stessi come il genere dominante, le donne disobbedienti, che non riescono a conformarsi al ruolo inferiore che è stato loro attribuito, sono etichettate come anormali, promiscue, nevrotiche o frigide". Spender istituisce parallelismi riguardo a come i termini dispregiativi siano usati per mantenere il razzismo (1980: 6). Man Made Language illustra come il determinismo linguistico sia interconnesso con il determinismo economico per opprimere le donne nella società e presenta una quantità di risultati di ricerca per farlo. Il libro esplora le supposte mancanze delle donne, la loro riduzione al silenzio, l'intimidazione e le politiche della individuazione personale.
Nel 1991 Spender pubblicò un testo letterario satirico, The Diary of Elizabeth Pepys (1991 Grafton Books, London). La scrittrice lo immagina composto da Elisabeth Pepys, la moglie di Samuel Pepys: il libro costituisce una critica femminista della vita delle donne a Londra nel XVII secolo. Spender è co-fondatrice del database di Wikipedia (Women's International Knowledge Encyclopedia and Data) ed editrice fondatrice delle Athene Series e Pandora Press, editrice committente della Penguin Australian Women's Library, ed editrice associata della Great Women Series (United Kingdom).
Fu impegnata nelle questioni relative alla proprietà intellettuale e agli effetti delle nuove tecnologie: con le sue parole, la prospettiva per una "nuova ricchezza" e un "nuovo modo di imparare". Per nove anni fu direttrice della "Copyright Agency Limited" (CAL) in Australia e per due anni (2002-2004) ne fu la presidente. Fu anche coinvolta con il "Second Chance Program", che contrasta la condizione di senzatetto tra le donne in Australia.

## Vita privata
Negli ultimi tre decenni convisse con Ted Brown a Brisbane. I due non ebbero figli. La scrittrice indossava costantemente abiti rosso porpora, una scelta che fece, inizialmente, come riferimento al movimento delle suffragette. 

## Pubblicazioni
- Man Made Language (Routledge & Kegan Paul, 1980)
- Invisible Women: The Schooling Scandal (1982)
- Feminist Theorists: Three Centuries of Women's Intellectual Traditions (Women's Press 1983) Editor. From Aphra Benn (1640-1689) to Simone De Beauvoir (1908 -1986)
- There's Always Been a Women's Movement in the Twentieth Century (1983)
- Time and Tide Wait for No Man (ed., 1984)
- For the Record: The Making and Meaning of Feminist Knowledge (Women's Press, 1985)
- Mothers of the Novel: 100 Good Women Writers Before Jane Austen (1986).
  - Series editor for Pandora Press "Mothers of the Novel" series (1986-1989)
- Scribbling Sisters (1987)
  - Treats pioneers of the novel like Lady Mary Wroath, Anne Weamys, Katherine Philips, Anne Clifford, Lucy Hutchinson, Anne Fanshawe, Margaret Cavendish, Aphra Behn, Delarivière Manley, Eliza Haywood, as well as the achievements of Sarah Fielding, Charlotte Lennox, Elizabeth Inchbald, Charlotte Turner Smith, Ann Radcliffe, Mary Wollstonecraft, Mary Hays, Frances Burney, Maria Edgeworth, Lady Morgan, Amelia Opie, and Mary Brunton. She Also Provides a list of 106 women novelists before Jane Austen.
- 'The Education Papers. Women's Quest for Equality in Britain, 1850-1912 (Routledge, 1987)
- Writing in the New World: Two Centuries of Australian Women Writers (Penguin Books, 1988)
- The Writing or the Sex? Or, Why You Do not Have to Read Women's Writing to Know It's No Good (1989)
- Women of ideas and what men have done to them: From Aphra Behn to Adrienne Rich (1992)
- Living by the Pen: Early British Women Writers (1992)
- Weddings and Wives (Penguin, 1994)
- Nattering on the Net: Women, Power and Cyberspace (Spinifex, 1995)
- Routledge International Encyclopedia of Women: Global Women's Issues and Knowledge (4 volumi in collaborazione con Cheris Kramarae ed altri 800 contributori, Routledge, 2000)